# Illifaut
Illifaut [ilifo] (Illifav en breton) est une commune du département des Côtes-d'Armor, dans la région Bretagne, en France.

## Géographie
Illifaut est une commune de Bretagne, à 20 min du site de Brocéliande.
La commune comporte 135 ha de terres boisées.
| Merdrignac                       | Trémorel        | Loscouët-sur-Meu     |
| Ménéac Morbihan Brignac Morbihan | Illifaut        |                      |
| Saint-Brieuc-de-Mauron Morbihan  | Mauron Morbihan | Gäel Ille-et-Vilaine |

| - Carte topographique de la commune d'Illifaut . |

### Hydrographie
Pour un article plus général, voir Réseau hydrographique des Côtes-d'Armor.
La commune est située dans le bassin Loire-Bretagne. Elle est drainée par l'Yvel, le Gréhédan et le ruisseau de Quetel,,.
L'Yvel, d'une longueur de 58 km, prend sa source dans la commune de Saint-Vran et se jette  dans le Ninian à Taupont, après avoir traversé douze communes. 

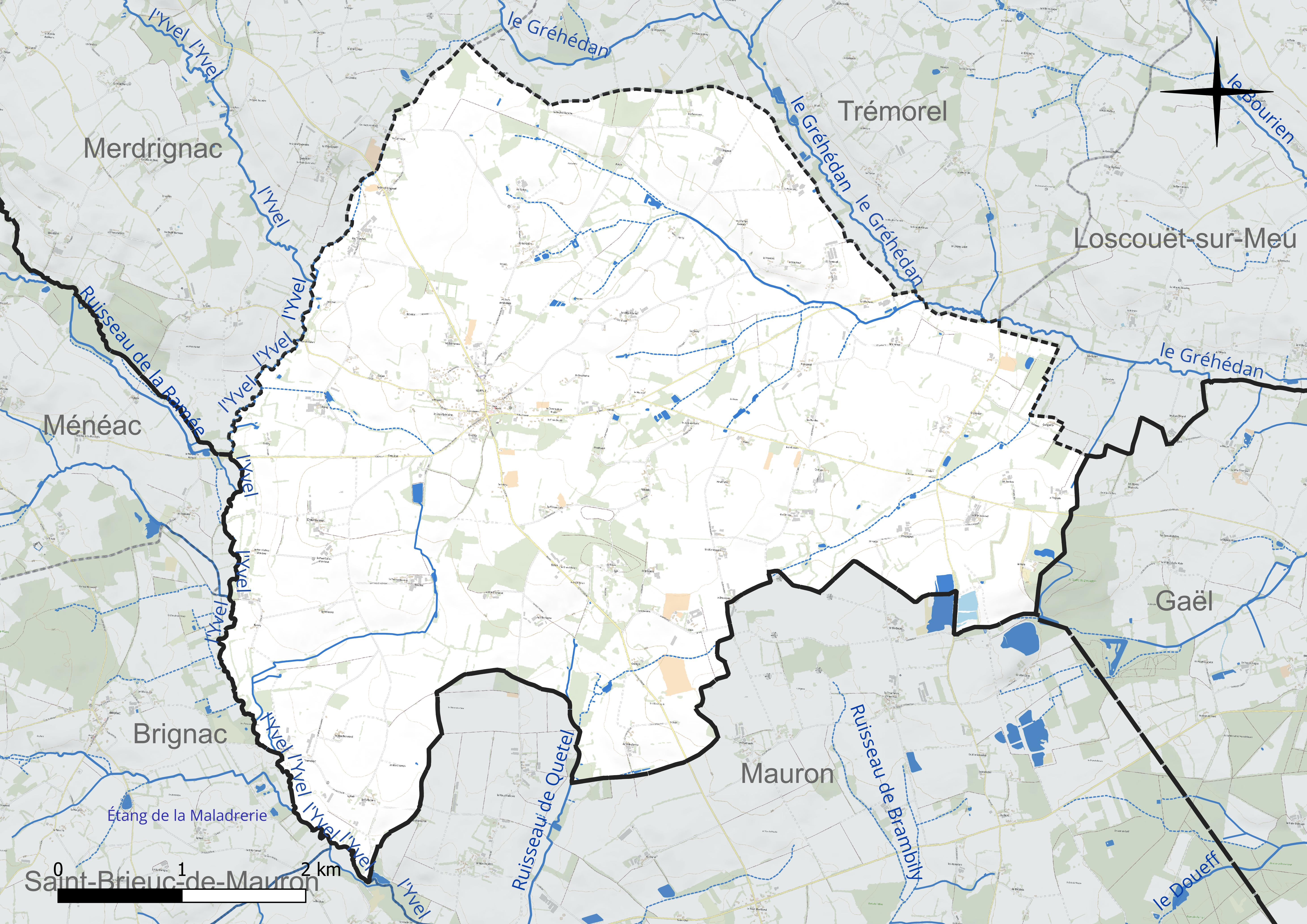
Réseau hydrographique d'Illifaut.

Le Gréhédan, d'une longueur de 12 km, prend sa source dans la commune de Merdrignac et se jette  dans le Meu à Gaël, après avoir traversé cinq communes. 

### Climat
Pour des articles plus généraux, voir Climat de la Bretagne et Climat des Côtes-d'Armor.
En 2010, le climat de la commune est de type climat océanique franc, selon une étude du CNRS s'appuyant sur une série de données couvrant la période 1971-2000. En 2020, Météo-France publie une typologie des climats de la France métropolitaine dans laquelle la commune est exposée à un climat océanique et est dans la région climatique Bretagne orientale et méridionale, Pays nantais, Vendée, caractérisée par une faible pluviométrie en été et une bonne insolation. Parallèlement l'observatoire de l'environnement en Bretagne publie en 2020 un zonage climatique de la région Bretagne, s'appuyant sur des données de Météo-France de 2009. La commune est, selon ce zonage, dans la zone « Intérieur Est », avec des hivers frais, des étés chauds et des pluies modérées).
Pour la période 1971-2000, la température annuelle moyenne est de 11,3 °C, avec une amplitude thermique annuelle de 12,3 °C. Le cumul annuel moyen de précipitations est de 783 mm, avec 12,7 jours de précipitations en janvier et 6,5 jours en juillet. Pour la période 1991-2020, la température moyenne annuelle observée sur la station météorologique la plus proche, située sur la commune de Merdrignac à 7 km à vol d'oiseau, est de 11,7 °C et le cumul annuel moyen de précipitations est de 905,0 mm,. Pour l'avenir, les paramètres climatiques de la commune estimés pour 2050 selon différents scénarios d'émission de gaz à effet de serre sont consultables sur un site dédié publié par Météo-France en novembre 2022.

## Urbanisme

### Typologie
Au 1er janvier 2024, Illifaut est catégorisée commune rurale à habitat très dispersé, selon la nouvelle grille communale de densité à 7 niveaux définie par l'Insee en 2022.
Elle est située hors unité urbaine et hors attraction des villes,.

### Occupation des sols
L'occupation des sols de la commune, telle qu'elle ressort de la base de données européenne d’occupation biophysique des sols Corine Land Cover (CLC), est marquée par l'importance des territoires agricoles (96,2 % en 2018), une proportion sensiblement équivalente à celle de 1990 (95,5 %). La répartition détaillée en 2018 est la suivante :
terres arables (75,4 %), prairies (15,4 %), zones agricoles hétérogènes (5,4 %), forêts (1,9 %), zones urbanisées (1,6 %), mines, décharges et chantiers (0,3 %). L'évolution de l’occupation des sols de la commune et de ses infrastructures peut être observée sur les différentes représentations cartographiques du territoire : la carte de Cassini (XVIIIe siècle), la carte d'état-major (1820-1866) et les cartes ou photos aériennes de l'IGN pour la période actuelle (1950 à aujourd'hui).

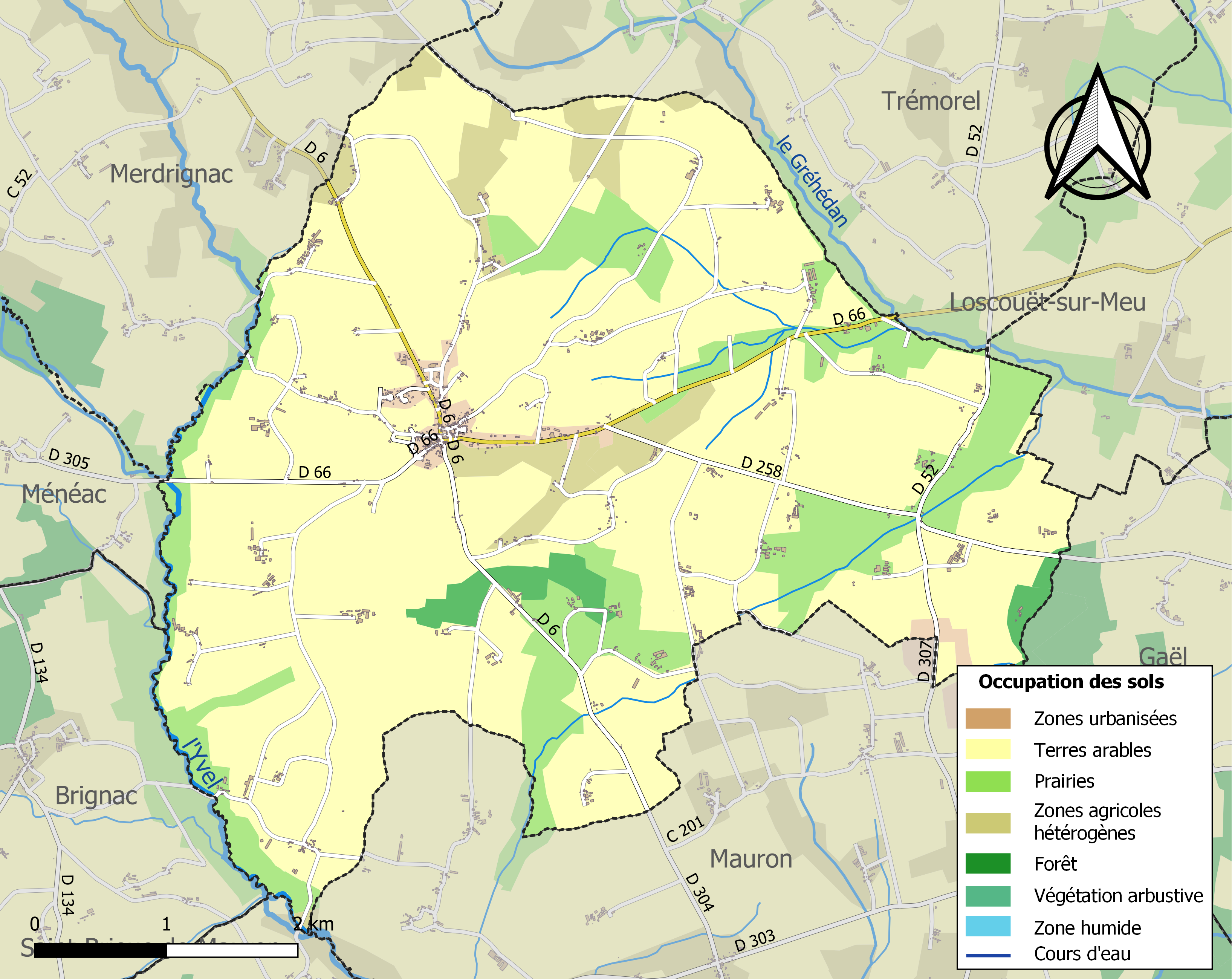
Carte des infrastructures et de l'occupation des sols de la commune en 2018 (CLC).

## Toponymie
Le nom de la localité est attesté sous la forme Li Fou et Faut au XIe siècle, Ilifau en 1199.
Illifaut vient du breton iliz (église) et de fau (hêtre).

## Histoire

### Moyen Âge
La paroisse d'Illifaut, enclavée dans l'évêché de Saint-Malo, faisait partie du doyenné de Bobital relevant de l'évêché de Dol et était sous le vocable de saint Samson.

### LeXXesiècle

#### La Première Guerre mondiale
Le monument aux morts d'Illifaut porte les noms de 78 soldats morts pour la France pendant la Première Guerre mondiale.
Un soldat originaire d'Illifaut, Joseph Jehannet, du 118e régiment d'infanterie fut fusillé pour l'exemple le 24 octobre 1914 à Senlis-le-Sec (Somme) pour « abandon de poste par mutilation volontaire ».

#### La Seconde Guerre mondiale
Le monument aux morts d'Illifaut porte les noms de 9 personnes mortes pour la France pendant la Seconde Guerre mondiale dont Marcel Delalande, quartier-maître chauffeur décédé le 3 juillet 1940 lors du naufrage du cuirassé Bretagne à Mers el-Kébir ; Gabriel Delalande, rapatrié sanitaire après avoir été prisonnier en Allemagne et décédé le 2 avril 1942 à Illifaut ; Henri Paigier, tué à l'ennemi le 12 décembre 1939 à Grosbliederstroff (Moselle) et Élise Pellerin, décédée lors du bombardement de Saint-Hilaire-du-Harcouët (Manche) le 15 juin 1944.

#### L'après-Seconde-Guerre-mondiale
Trois soldats originaires d'Illifaut sont décédés lors de la guerre d'Indochine : Louis Chardevel, Victor Gillet et Georges Voidic.
Un soldat originaire d'Illifaut, Abel Gaidier, du 6e régiment d'infanterie, est décédé le 17 juillet 1958 à Médéa (Algérie).

## Politique et administration
| Période                                  | Période                      | Identité                                      | Étiquette | Qualité              |
| ---------------------------------------- | ---------------------------- | --------------------------------------------- | --------- | -------------------- |
| 1963                                     | 1991                         | Émile Tregouët                                |           |                      |
| 1991                                     | juin 1995                    | Roger Leduc                                   |           |                      |
| juin 1995                                | mars 2014                    | Bernard Tempier                               |           | Retraité             |
| mars 2014                                | En cours (au 4 juillet 2020) | Dominique Viel Réélu pour le mandat 2020-2026 |           | Agriculteur retraité |
| Les données manquantes sont à compléter. |                              |                                               |           |                      |

## Démographie
| 1793 | 1800 | 1806  | 1821  | 1831  | 1836  | 1841  | 1846  | 1851  |
| ---- | ---- | ----- | ----- | ----- | ----- | ----- | ----- | ----- |
| 991  | 903  | 1 051 | 1 059 | 1 082 | 1 077 | 1 007 | 1 080 | 1 149 |

| 1856  | 1861  | 1866  | 1872  | 1876  | 1881  | 1886  | 1891  | 1896  |
| ----- | ----- | ----- | ----- | ----- | ----- | ----- | ----- | ----- |
| 1 209 | 1 195 | 1 236 | 1 224 | 1 244 | 1 300 | 1 382 | 1 447 | 1 495 |

| 1901  | 1906  | 1911  | 1921  | 1926  | 1931  | 1936  | 1946  | 1954  |
| ----- | ----- | ----- | ----- | ----- | ----- | ----- | ----- | ----- |
| 1 509 | 1 503 | 1 520 | 1 293 | 1 289 | 1 285 | 1 190 | 1 084 | 1 094 |

| 1962  | 1968 | 1975 | 1982 | 1990 | 1999 | 2006 | 2008 | 2013 |
| ----- | ---- | ---- | ---- | ---- | ---- | ---- | ---- | ---- |
| 1 048 | 960  | 844  | 812  | 757  | 632  | 675  | 687  | 702  |

| 2018 | 2022 | - | - | - | - | - | - | - |
| ---- | ---- | - | - | - | - | - | - | - |
| 680  | 688  | - | - | - | - | - | - | - |

## Lieux et monuments
- Le pardon de Sainte-Amoulliette.
- Le tumulus.

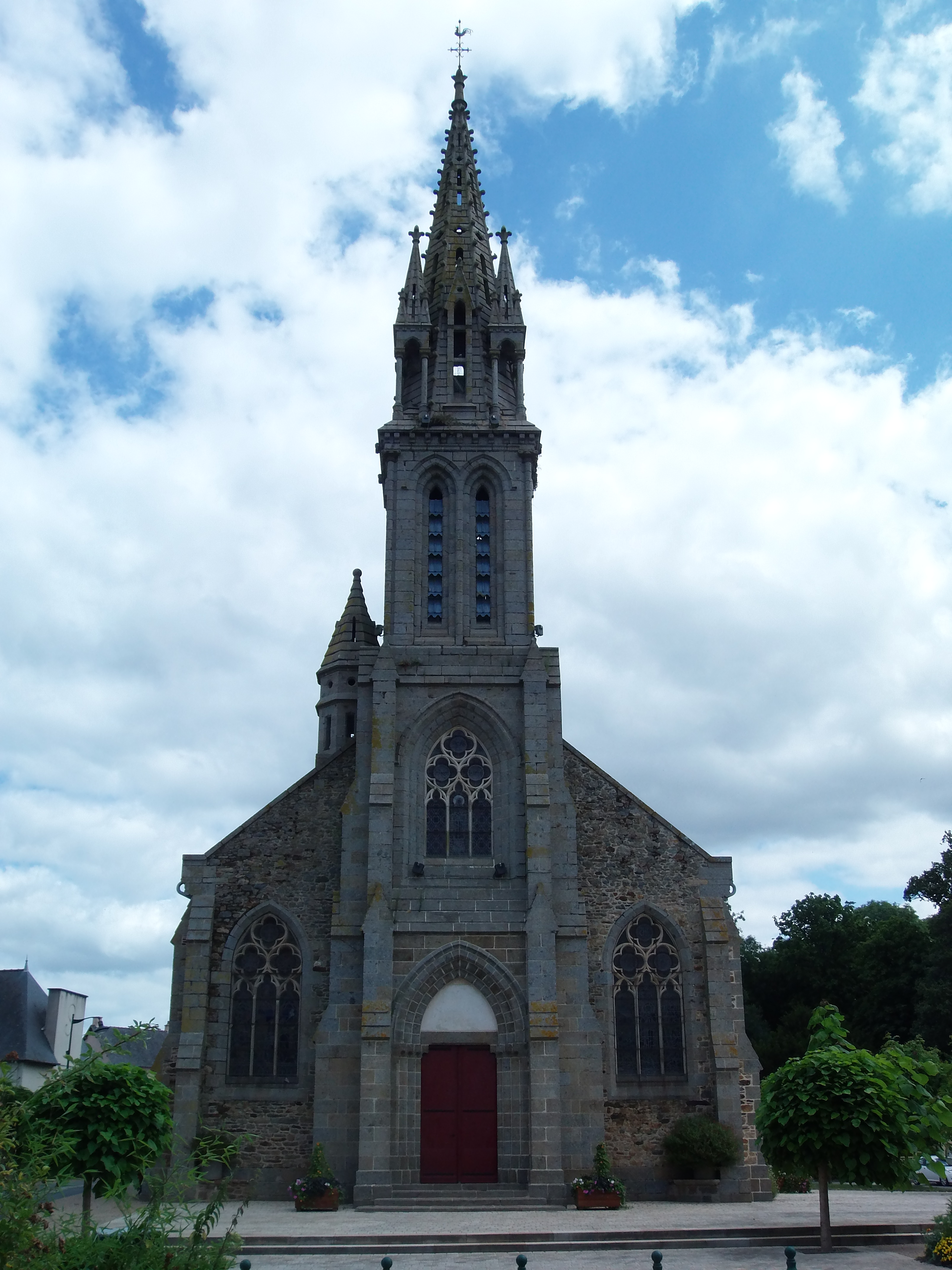
L'église Saint-Samson.

- Le château de la Brière - XIXe siècle - Privé
- Le château de la Ville Tual - XIXe siècle - privé
- L'église Saint-Samson.

## Personnalités
- Frère Henri Golletais (1830-1912), né à la Ville-Alaire en Illifaut, religieux, jardinier, horticulteur et arboriculteur.
- André Célarié, journaliste, père de Clémentine Célarié.
- Jules Contencin, artiste peintre mort dans la commune.